# Victor Colomban Dreyer
Victor Colomban Dreyer (ur. 15 lutego 1866 w Rosheim, zm. 7 maja 1944) – francuski duchowny rzymskokatolicki, misjonarz, wikariusz apostolski Rabatu i Kanału Sueskiego, arcybiskup tytularny, dyplomata papieski.
Był zakonnikiem. Źródła różnią się co do jego przynależności zakonnej. Wymieniane są Zakon Braci Mniejszych oraz Zakon Braci Mniejszych Kapucynów.

## Życiorys
25 lipca 1889 otrzymał święcenia prezbiteriatu i został kapłanem swojego zakonu.
27 czerwca 1923 papież Pius XI mianował go wikariuszem apostolskim Rabatu w Maroku Francuskim oraz biskupem tytularnym orthozjańskim. 16 sierpnia 1923 przyjął sakrę biskupią z rąk arcybiskupa paryskiego kard. Louisa-Ernesta Duboisa. Współkonsekratorami byli arcybiskup algierski Augustin-Fernand Leynaud oraz emerytowany wikariusz apostolski Centralnego Shaanxi Auguste-Jean-Gabriel Maurice OFM.
11 marca 1927 przeniesiony został na urząd wikariusza apostolskiego Kanału Sueskiego w Egipcie.
24 listopada 1928 otrzymał nominację na stanowisko delegata apostolskiego w Indochinach oraz dwa dni później arcybiskupstwo tytularne Adulis. Zrezygnował z tego urzędu w 19 listopada 1936.